# Shrek: Super Party
Shrek: Super Party игра выпущенная в 2002 году Mass Media. Игра основана на серии мультфильмов Шрек. Эта игра также похожа на серию игр Pac-Man Fever (которую разрабатывали тежи разработчики) и серию Mario Party. Это была последняя игра по Шреку, изданная TDK Mediactive.

## Геймплей
Для игры доступны персонажи Шрек, Фиона, Осёл, Лорд Фаркуад, Телоний и Месье Гуд. Доступны пять царств, в каждом из которых есть свои мини-игры: Крепость, Ветряная мельница, Болото, Замок и Ферма. На обложке изображены четыре цветных замка и четыре персонажа Шрек, Осёл, Принцесса Фиона и Лорд Фаркуад. Некоторые из них в командных играх могут объединяться с напарниками. Например первый игрок с третьим, а второй с четвёртым. Цель игры стать первым игроком, который соберёт определенное количество «Драгоценных капель».

## Критика
| Сводный рейтинг    | Сводный рейтинг | Сводный рейтинг | Сводный рейтинг |
| Издание            | Оценка          | Оценка          | Оценка          |
| Издание            | GC              | PS2             | Xbox            |
| ------------------ | --------------- | --------------- | --------------- |
| GameRankings       | 44,25 %         | 46,56 %         | 39,07 %         |
| Metacritic         | 40/100          | 30/100          | 33/100          |
| Иноязычные издания |                 |                 |                 |
| Издание            | Оценка          | Оценка          | Оценка          |
| Издание            | GC              | PS2             | Xbox            |
| AllGame            | [ 7 ]           | N/A             | [ 8 ]           |
| CVG                | N/A             | N/A             | 4/10            |
| EGM                | N/A             | N/A             | 2/10            |
| Game Informer      | N/A             | N/A             | 3,25/10         |
| IGN                | 3,8/10          | 2,9/10          | 3/10            |
| Nintendo Power     | 2,2/5           | N/A             | N/A             |
| OPM                | N/A             | [ 16 ]          | N/A             |
| OXM                | N/A             | N/A             | 3,9/10          |
| TeamXbox           | N/A             | N/A             | 4/10            |

Игра была встречена смешанно для версии GameCube и отрицательно для версий Xbox и PS2. GameRankings и Metacritic дали игре 47% и 30 баллов из 100 для версии PlayStation 2; 44% и 40 баллов из 100 для версии GameCube;, а также 39% и 33 баллов из 100 для версии Xbox.